# Дисбах (Гларус)
Дисбах (нем. Diesbach) — населённый пункт в Швейцарии, в кантоне Гларус. 
До 2003 года являлся отдельной коммуной, с 1 января 2004 года вошёл в состав коммуны Луксинген, c 1 января 2011 года — в Гларус-Зюд.
Население составляет 221 человек (на 2002 год). Официальный код — 1604.